# طوابع البريد الهندية
تتمتع الهند بتاريخ بريدي طويل ومتنوع وأنتجت عددًا كبيرًا من طوابع البريد. وقد أُنتجت هذه الطوابع باستخدام مجموعة متنوعة من التقنيات بما في ذلك النقش الخطي وطباعة الأحرف والطباعة الحجرية والحفر الضوئي وطباعة الأوفسيت. وقد أُنتجت الطوابع للبريد وللخدمة أو الإيرادات. وقد تم إصدار طوابع نهائية وأخرى تذكارية. وتم إنتاج الطوابع على شكل أوراق غير مُثقبة وأوراق مُثقبة وصغيرة. وتم إنتاج الطوابع في أشكال عدة؛ حيث صُمم طابع سيندي دوك بشكل مستدير. والبعض الآخر، مثل الطابع الموجود على بومباي سابرز ‏، كان مثلث الشكل. ومؤخرًا، تم تصميم طابع لويس بريل لعام 2009 بالإضافة إلى ذلك باستخدام طريقة بريل. وهناك العديد من حالات الطباعة الفوقية، مثل تحويل استخدام طوابع البريد المحلية إلى طوابع خدمات؛ لتمييز الطوابع التي تُباع من قبل مكاتب البريد الميدانية التابعة للجان الرقابة الدولية وأسباب أخرى.
أصدرت خدمة البريد الهندي طوابع حول العديد من الموضوعات، منها المتعلق بالتاريخ والعمارة والطبيعة والثقافة والتراث. ثمة أحكام قانونية تسمح للمنظمات والهيئات المهتمة باقتراح طباعة طوابع تذكارية خاصة بالإضافة إلى أغلفة اليوم الأول والإلغاءات. يدير بريد الهند مكاتب طوابع، وخدمات طوابع تعتمد على الودائع، ومجلة طوابع، وتنشر أيضًا قوائم بالطوابع من وقت لآخر.
تسرد المقالة الطوابع في قسمين: البريد الهندي قبل الاستقلال وبعده. بينما استُبعدت الطوابع التابعة للولايات الاتفاقية والإقطاعية.

## الطوابع الصادرة قبل استقلال الهند
استخدمت الهند المغولية نظام اتصالات يسمى "داك" أو "داوك" ، والذي كان يستخدم راكبي الخيول للتوصيل السريع وراكبي الأقدام للمسافات الأقصر. ومع ذلك، بدأ نظام بريدي أكثر رسمية في الهند في عهد شركة الهند الشرقية. في عشرينيات القرن الثامن عشر، أنشأت الشركة خدمة بريدية مخصصة بشكل أساسي للاتصالات الداخلية. بدأ الحاكم العام روبرت كلايف نظام بريد منتظم في عام 1766، وفي عام 1774، أسس وارن هاستينجز أول مكتب بريد عام في كلكتا. وتبع ذلك إنشاء مكتب البريد العام في مدراس في عام 1786 ومكتب البريد العام في بومباي في عام 1794.
منح قانون مكتب البريد لعام 1837 الحكومة الحق الحصري في نقل الرسائل داخل أراضي شركة الهند الشرقية. في عام 1852، أصبحت الهند أول دولة آسيوية تصدر طوابع بريدية خاصة بها بتقديمها طابع "سيند داك" في منطقة السند، وهو طابع دائري تم إنشاؤه كجزء من الإصلاحات البريدية التي قادها السيد بارتل فرير. قبل ذلك، كان المستلم هو الذي يدفع رسوم البريد، وكان بإمكانه رفض الاستلام. كان طابع "سيند داك"، الذي تقدر قيمته بنصف آنا، يحمل علامة شركة الهند الشرقية التجارية مع نقش على شكل قلب مقسم إلى ثلاثة أقسام، يحتوي كل منها على الأحرف "EIC"، والقيمة المنقوشة أدناه. حملت الحلقة الخارجية نقش "سيند داك". تم تقديم أسعار بريدية موحدة على مستوى البلاد في عام 1854. وفي عام 1854، أصدرت الهند البريطانية أول طوابع بريدية وطنية لها تحمل صورة الملكة فيكتوريا.
على الرغم من أن الحكم البريطاني في الهند بدأ فعليًا في منتصف القرن التاسع عشر، تحديدًا في ستينيات القرن التاسع عشر، فقد صدر أول طابع لاصق في عام 1852، بعد 12 عامًا من إصدار أول طابع بيني بلاك في إنجلترا. وكان هذا هو طابع سيند داك. وتبع ذلك إصدارات شركة الهند الشرقية المطبوعة بالحجر وسلسلة طويلة من الطوابع المنقوشة التي تصور الملكة فيكتوريا والملك إدوارد السابع والملك جورج الخامس والملك جورج السادس.

## الطوابع الصادرة بعد استقلال الهند
شهد استقلال الهند إصدار إدارة البريد لأول طابع لها في 21 نوفمبر 1947 يصور العلم الهندي. وأصدرت الهند المستقلة طوابع من عام 1947 إلى عام 1949 تحمل عنوان "INDIA POSTAGE". وفي عام 1950، أصبحت الهند جمهورية وكانت أول طوابعها كجمهورية عبارة عن سلسلة من أربعة طوابع صدرت في ذلك اليوم بالذات. واستمرت إصدار الطوابع بقيمة محددة بوحدة آنا حتى عام 1957، عندما تم تحويل الروبية الهندية إلى نظام عشري: حيث تم تقسيم الروبية إلى 100 ناي بايس. وفي عام 1964، حُذفت كلمة "ناي". وينعكس هذا التغيير في العملة بأمانة في فئة الطوابع في ذلك الوقت. وكانت الطوابع الأولية تذكارية أو إصدارات خاصة. وفي عام 1949، أُصدرت أول سلسلة أثرية تعريفية مكونة من 16 فئة.

## أنواع الطوابع البريدية
هناك ستة أنواع من الطوابع البريدية المتداولة في الهند:
- الطوابع التذكارية: غالبًا ما يتم إصدار الطوابع التذكارية في تاريخ مهم مثل الذكرى السنوية، ولتكريم مكان أو حدث أو شخص أو شيء ما أو إحياء ذكرى له. عادةً ما يتم توضيح موضوع الطابع التذكاري في الطباعة. هناك العديد من الطوابع التذكارية التي أصدرتها الهند لتكريم شخصيات بارزة مثل المقاتلين من أجل الحرية والسياسيين وما إلى ذلك. يتم إصدار العديد من الطوابع الأخرى للاحتفال بالأحداث الخاصة المتعلقة بالرياضة والفضاء والعلوم والتكنولوجيا والدفاع والفنون والحرف اليدوية وما إلى ذلك.
- طوابع جمهورية نهائية: هذه الطوابع هي جزء من الإصدار العادي ومتاحة لاستخدام خدمات البريد لفترة زمنية ممتدة. وهي مصممة لتلبية الاحتياجات البريدية اليومية للبلاد. تحتوي الإصدارات أو السلاسل النهائية على مجموعة من الفئات الكافية لتغطية أسعار البريد الجارية. تم إصدار العديد من الطوابع النهائية للهند بموضوعات ورسوم توضيحية مختلفة، تصور الفن والتاريخ والعلوم والتكنولوجيا والطبيعة والمركبات والصناعات والمؤسسات وغير ذلك.
- الطوابع العسكرية:[4] خلال وقت الحرب أو عندما تكون عمليات حفظ السلام جارية، يتم إصدار طوابع بريدية خاصة تسمى الطوابع العسكرية. في الغالب يقوم الجيش نفسه بنقل الرسائل إلى الوجهات المطلوبة. كانت هذه الطوابع تستخدم بشكل شائع خلال الحرب العالمية الثانية من قبل الجنود الذين أرادوا التواصل وإرسال رسالتهم إلى أحبائهم. قبل ذلك ومنذ ذلك الحين، تم إصدار العديد من الطوابع العسكرية الأخرى للهند لعمليات عسكرية مختلفة حيث قدم الجيش الهندي بعض المساهمات غير الأنانية. تصور هذه الطوابع آثارًا وثقافات وفنون وحِرفًا وشخصيات مختلفة وغير ذلك. تتم الطباعة الفوقية على الطوابع التعريفية العادية لاستخدامها في الخارج من قبل قوات حفظ السلام المسلحة.
- الأوراق المصغرة: الورقة المصغرة هي مجموعة صغيرة من الطوابع التي تظل متصلة بالورقة التي طُبعت عليها. يمكن أن تكون إصدارات عادية أو تذكارية أيضًا. يمكن أن تكون تصميمات فردية أيضًا مع رسوم توضيحية خاصة على الورقة. أصدرت الهند العديد من الأوراق المصغرة التي تصور جوانب مختلفة من هوية الأمة مثل الشخصيات الشهيرة والأحداث المهمة والفن والثقافة والتاريخ والآثار وما إلى ذلك.
- الطوابع المتصلة (Se-tenant stamps): تُطبع الطوابع المتصلة على نفس اللوح وتكون متجاورة مع بعضها البعض. وعلى الرغم من أنها تشكل مجموعة متصلة على نفس الورقة، إلا أن تصميماتها، ألوانها، فئاتها، أو الطباعة الفوقية قد تختلف. قد تحتوي هذه الطوابع أيضًا على تصميمات متداخلة أو ممتدة تظهر على المجموعة بأكملها. تمتلك الهند تقليدًا في إصدار طوابع متصلة غاية في الجمال، وتحظى بشعبية كبيرة بين هواة جمع الطوابع في جميع أنحاء العالم.
- طابعي (My Stamp):[5] ماي ستامب (طابعي) هو الاسم التجاري للأوراق المخصصة (personalized sheets) من طوابع البريد التابعة لبريد الهند. يتم تخصيصها من خلال طباعة صورة ظفر الإبهام للصورة الفردية وشعارات المؤسسات، أو صور الأعمال الفنية والمباني التراثية والأماكن السياحية الشهيرة والمدن التاريخية والحياة البرية والحيوانات والطيور الأخرى وما إلى ذلك، على ورقة قالب مختارة تحتوي على طوابع بريدية. تم تقديم ماي ستامب لأول مرة في الهند أثناء المعرض العالمي للطوابع البريدية (INDIPEX-2011). يتوفر هذا المخطط في مكاتب الطوابع البريدية المختارة والمكاتب أو مكاتب البريد المهمة أو تلك الموجودة في الأماكن السياحية.

## قائمة الطوابع التذكارية حسب السنوات
- قائمة الطوابع البريدية للهند (1947–1950)
- قائمة طوابع البريد الهندية (1951–1960)
- قائمة طوابع البريد الهندية (1961–1970)
- قائمة طوابع البريد الهندية (1971–1980)
- قائمة طوابع البريد الهندية (1981–1990)
- قائمة طوابع البريد الهندية (1991–2000)
- قائمة طوابع البريد الهندية (2001–2005)
- قائمة طوابع البريد الهندية (2006–2010)
- قائمة طوابع البريد الهندية (2011–2015)
- قائمة طوابع البريد الهندية (2016–2020)
- قائمة طوابع البريد الهندية (2021–2025)